# Gnoccata
La Gnoccata (La Gnucàda nel dialetto locale) è una festa tradizionale di Guastalla.
Risale a metà Ottocento, quando venne organizzata dai mugnai che lavoravano sul fiume Po. Questi decisero di organizzare una festa popolare e conviviale, nella quale distribuire gratuitamente gli gnocchi realizzati con le farine prodotte dalla macinatura. Questa iniziativa acquista un senso maggiore se letta nel contesto sociale di povertà delle zone nelle quali nacque la festa. 
La Gnoccata divenne una festa dichiaratamente politica verso la fine del XIX secolo, quando si trasformò in manifestazione contro la tassa sul macinato, introdotta dal governo Menabrea nel 1868 e abolita dal governo Cairoli nel 1880. 
Dopo la seconda guerra mondiale questa festa rimase sospesa fino agli anni settanta, ma dal 1978 viene riproposta con scadenza triennale nel mese di maggio. L'ultima edizione si è svolta nel 2022. La manifestazione è capace di richiamare oltre 30.000 spettatori ad ogni edizione. 
Momenti fondamentali della Gnoccata di Guastalla sono il corteo storico diviso in due sezioni, la prima dei "signori" (sfilata di personaggi storici che hanno esercitato il loro dominio sulla zona) e la seconda del "popolino" (sfilata su carri tradizionali di rappresentanti degli antichi mestieri); la distribuzione gratuita di 2.500 kg di gnocchi cotti e l'incoronazione del "Re degli gnocchi", figura allegorica che rimanda ad altre tradizioni carnevalesche (la più antica delle quali è il rex saturnaliorum di epoca romana), che, nel contesto storico in cui nacque la festa, indicava l'auspicio dell'avvento di una nuova età dell'oro che sollevasse il popolo della Bassa Padana dalla sua atavica miseria e dalla più recente oppressione fiscale.